# Keith Moffatt
Henry Keith Moffatt FRS FRSE (12 de abril de 1935) é um matemático escocês.